# Ruisseau de Boulou (affluent de la Vézère)
Pour les articles homonymes, voir Boulou.
Pour les articles ayant des titres homophones, voir Bulu (homonymie).
Le Boulou, ou ruisseau de Boulou, ou ruisseau de l'Étang dans sa partie amont, est un ruisseau français du département de la Corrèze, affluent en rive gauche de la Vézère et sous-affluent de la Dordogne.

## Géographie
Pour le Sandre, le ruisseau de Boulou est un cours d'eau dont la partie amont porte le nom de ruisseau de l'Étang.
Le ruisseau de l'Étang, nait à 558 mètres d’altitude dans le département de la Corrèze de la réunion de plusieurs ruisseaux temporaires qui se rejoignent dans la Combe Longue — située entre le puy d’Orliac et la pierre des Druides — sur la commune de Veix, dans le massif des Monédières.
Après avoir reçu le ruisseau de Triviaux sur sa gauche, il est retenu à l'étang du Peuch, après lequel il prend le nom de ruisseau de Boulou. Il passe sous les routes départementales (RD) 44 et 940 près du lieu-dit Boulou. Cinq kilomètres plus loin, il reçoit en rive droite son principal affluent, le ruisseau de la Gane.
Il est franchi par la RD 3E3 et, une quarantaine de mètres plus loin, il rejoint la Vézère en rive gauche, à 329 mètres d'altitude, au sud-ouest du barrage hydro-électrique de Peyrissac, en limite des communes d'Affieux et du Lonzac, au lieu-dit Gué de Peyrissac.
Sur plus de huit kilomètres, son cours sert de limite communale entre Affieux au nord, et Madranges puis Le Lonzac au sud.
La longueur de l'ensemble ruisseau de l'Étang/ruisseau de Boulou est de 12,4 km. La totalité de leur parcours s'effectue sur le territoire du parc naturel régional de Millevaches en Limousin.

### Communes et département traversé
Le ruisseau de Boulou arrose quatre communes dans le département de la Corrèze, soit d'amont vers l'aval :  Veix (source), Affieux, Madranges et Le Lonzac (confluence avec la Vézère).

### Bassin versant
Son bassin versant s'étend sur 33 km2. Il est constitué à 61,06 % de « forêts et milieux semi-naturels », à 38,85 % de « territoires agricoles » et à 0,54 % de « zones humides ».

### Affluents
Le Boulou comporte trois affluents répertoriés par le Sandre. D'amont vers l'aval se trouvent :
- le ruisseau de Triviaux (1,6 km) qui rejoint le ruisseau de l'Étang en rive gauche[3] ;
- un ruisseau sans nom (2,6 km) en rive gauche[4] ;
- le ruisseau de la Gane (5,8 km) en rive droite[5].

Le ruisseau de Boulou n'ayant aucun sous-affluent, son nombre de Strahler est donc de deux.

## Galerie de photos

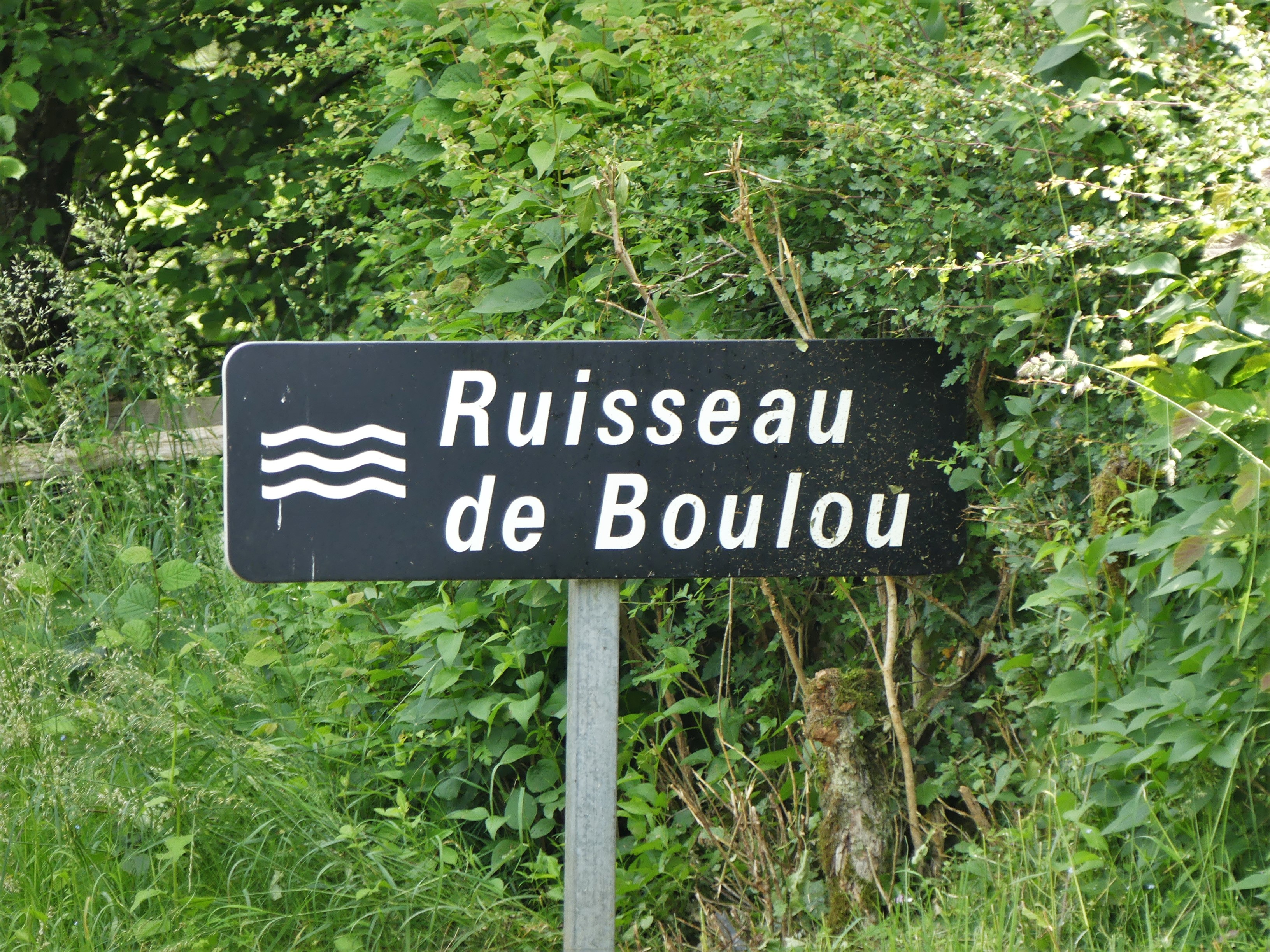
Panneau indiquant le cours d'eau.
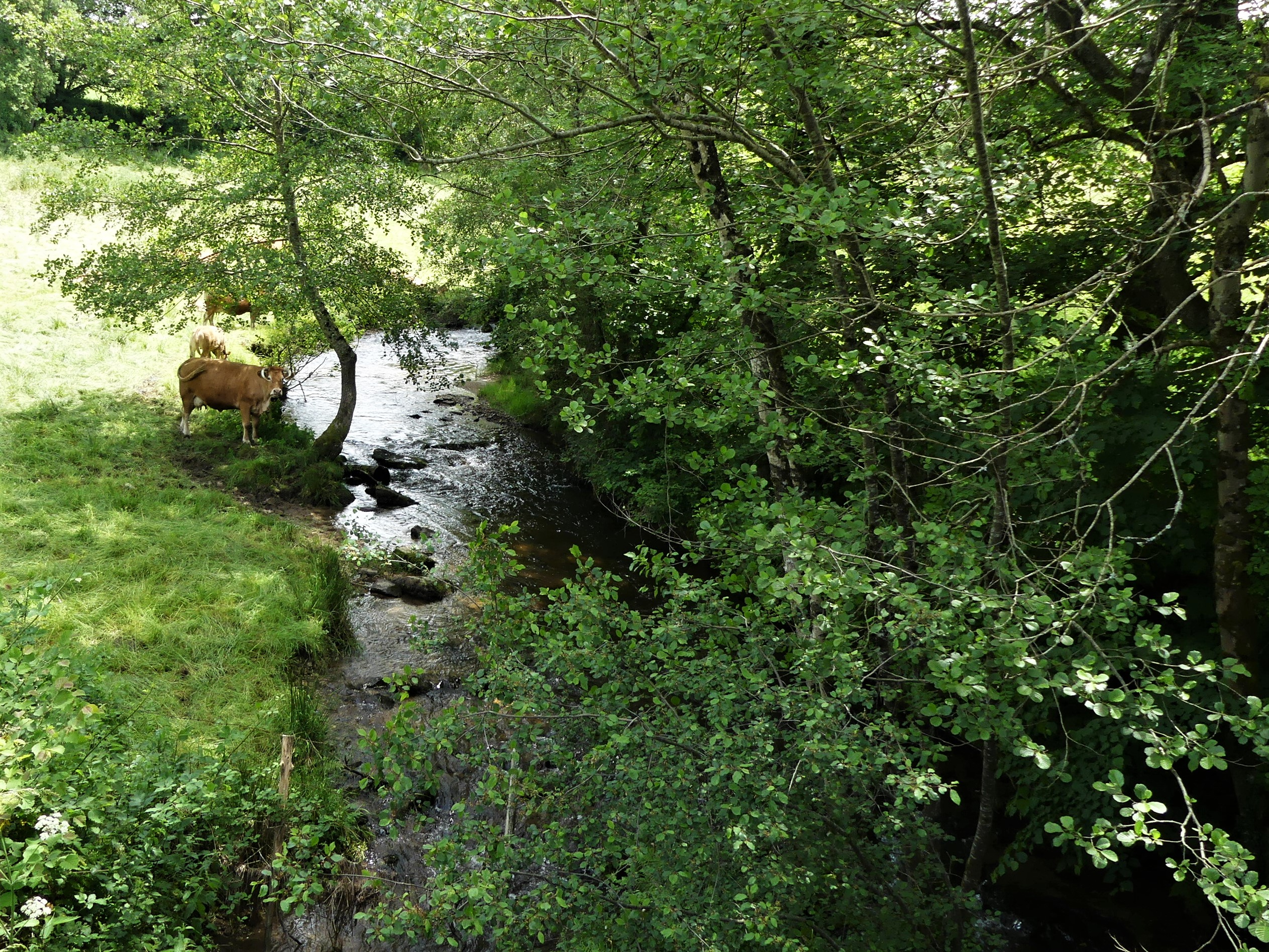
Le ruisseau de Boulou au pont de la RD 3E3.
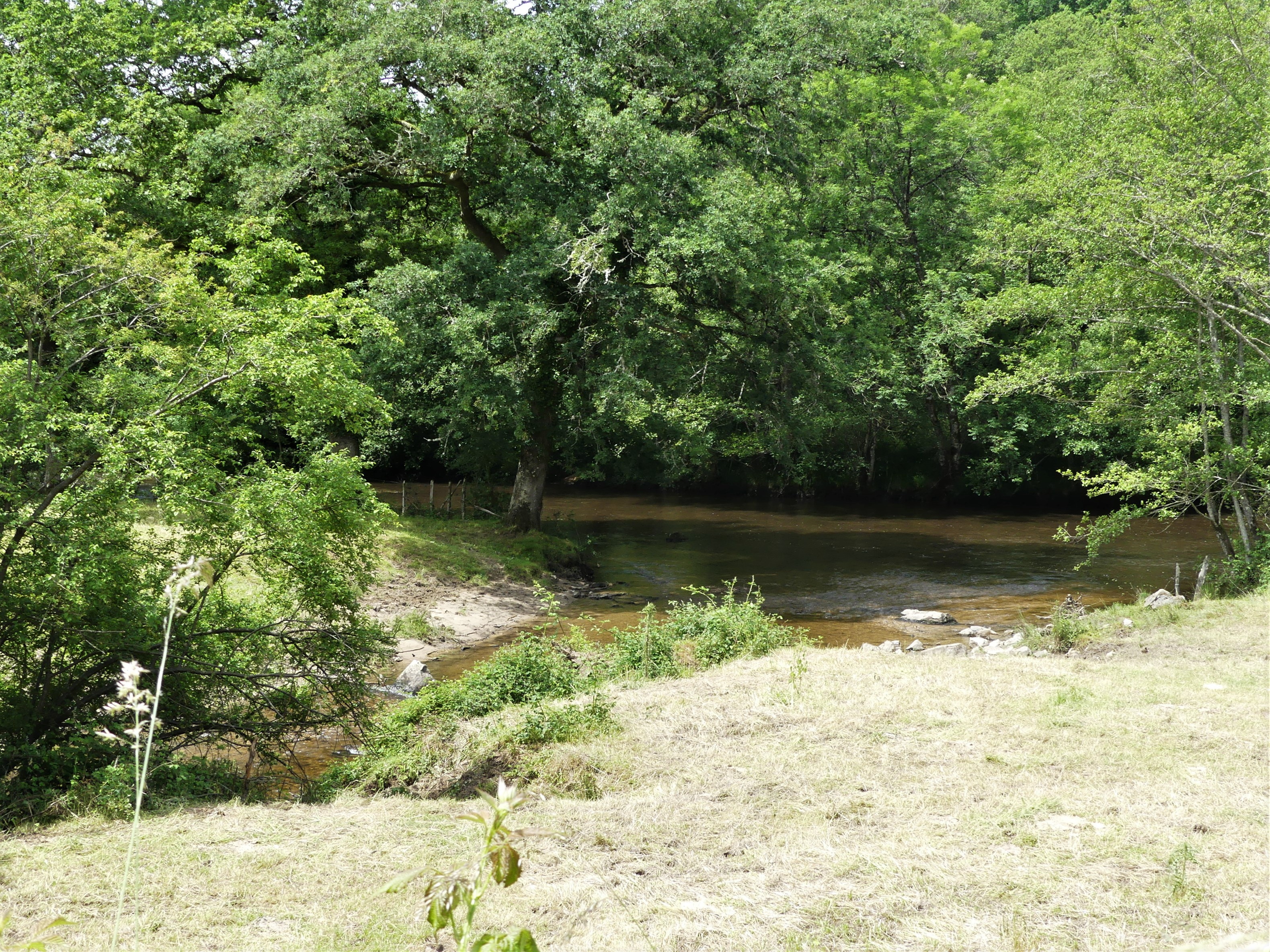
Le confluent du ruisseau de Boulou (venant d'en bas à gauche) et de la Vézère.